# «Нераздёленная» крестьянская семья

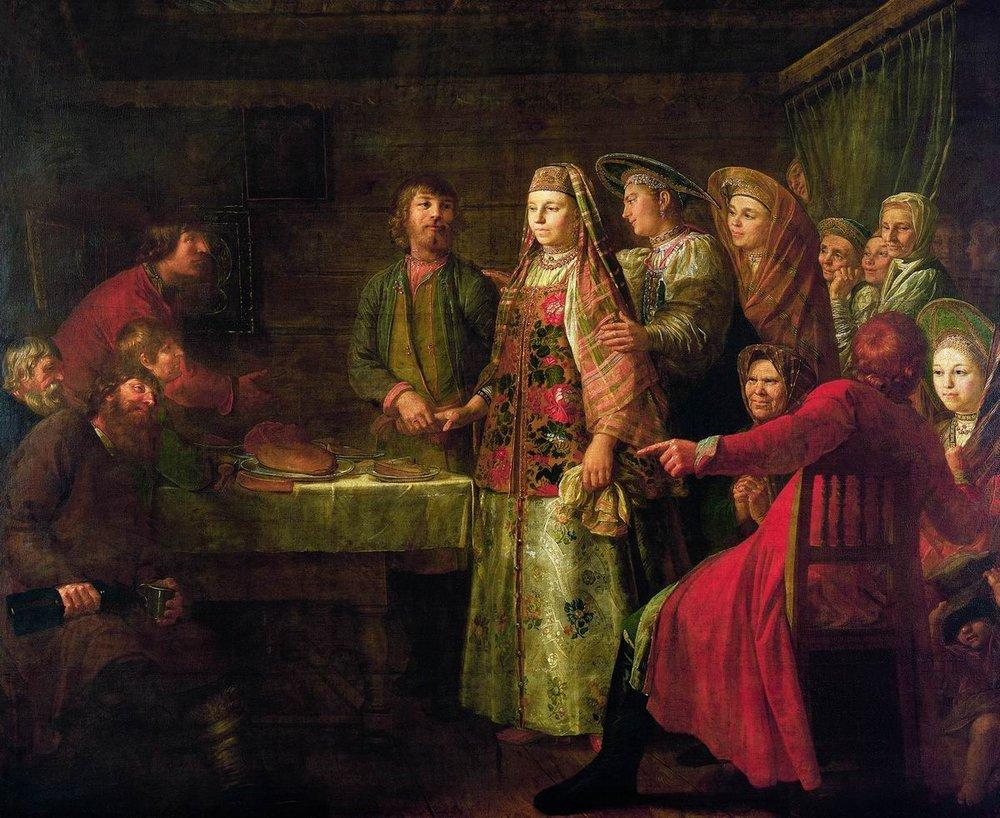
М. Шибанов. Празднество свадебного договора. 1777

Неразделённая семья (большая, патриархальная, сложная, расширенная, составная) — один из вариантов крестьянского домохозяйства, распространенный в различных этнических группах Российской империи, объединяющий в своём составе несколько семейных пар. Такого рода семьи длительное время пользовались поддержкой государства, помещиков и крестьянской общины. Однако в XIX веке неразделённые семьи уже не отвечали требованиям времени и под влиянием социально-экономических процессов начали трансформироваться.

## Название
В литературе нет консенсуса по поводу названия. Применительно к большой семье, состоящей из нескольких супружеских пар и включающей в себя несколько поколений, исследователи могли употреблять термины «большая семья», «сложная семья», «многопоколенная семья», «отцовская семья в три поколения», «усечённая отцовская семья», «семейная община», неразделённая, составная семья и т. д.

## Особенности
Такая семья в деревне была экономически эффективней, чем малая: характер земледельческого труда требовал привлечения большого числа рабочих рук. Не нужно было покупать инвентарь для каждой малой семьи отдельно, одни и те же орудия использовались всеми «частями» (то есть, малыми семьями, входившими в одну неразделённую) неразделённой семьи.
Неразделённая крестьянская семья являлась более стабильной, нежели малая: смерть одного члена семьи, что в рассматриваемый период случалось довольно часто, в неразделённой семье переносилась гораздо легче малой, для которой потеря единственного кормильца грозила нищетой и разорением. А. Н. Энгельгарт в «Письмах из деревни» писал:

Крестьянский двор зажиточен, пока семья велика и состоит из значительного числа рабочих, пока существует хотя какой-нибудь союз семейный, пока земля не разделена и работы производятся сообща

Таким образом, эта семья была не только семьёй, но и своего рода предприятием по выживанию в сложных экономических условиях путём производства сельскохозяйственной продукции. И как в настоящем предприятии, у неё был свой «начальник» — глава семьи, «большак», традиционно наделённый большими властными полномочиями, и разноуровневые «подчинённые»: «большуха» (жена или мать «большака»), женатые и неженатые сыновья, их жены (невестки), незамужние, а иногда замужние («водворки») или вдовые дочери, мужья «водворок» — зятья-приёмыши, дети среднего поколения и так далее.
Представители высших сословий обычно с презрением говорили о таком утилитарном подходе к семейным отношениям в крестьянской среде. Они видели в этом грубость, неразвитость и в конечном счёте подтверждение своей уверенности, что крестьяне не достойны лучшей доли, однако, эта разница мировоззрений во многом и возникла из-за разницы налогового бремени, налагаемого на разные сословия: крестьяне обязаны были обеспечивать как государство, так и помещиков. Помещики, наоборот, в подавляющем большинстве могли позволить себе не заниматься физическим трудом, благодаря налогам, собираемых ими с крестьян.
Так, правительство Анны Иоанновны, после безуспешных попыток собрать налоги вынуждено было признать, что помещики: 

так отягчают крестьян работой, что у них «не только на подати государственные, но и на свое годовое пропитание хлеба добыть… времени не достает».
 Однако констатировать — не значит исправить — оброк и барщина продолжали увеличиваться. В этих условиях всё внимание крестьян было направлено на труд – он был необходим, чтобы выжить. 
В XIX в., в связи с особенностями такой семьи, а так же в связи с тем, что по закону отношения в ней - например, раздел наследства - регулировались отдельными правовыми нормами, отличными от норм, применявшимися к другим сословиям, возникла т. н. «Трудовая теория», утверждающая, что такая семья буквально больше артель, чем семья. Однако эта теория была слишком утрирована и в первой половине XX в. окончательно отвергнута.
У такой семьи «артели» была неизбежная обратная, «тёмная», сторона: сложная внутрисемейная обстановка, поскольку совмещение рабочих и семейных отношений, особенно на основе иерархической «производственной» дисциплины — вещь не благотворная.
Эта двойственность отлично иллюстрируется наблюдением современника:

Спросите любого из здешних крестьян, где лучше работать, в большой ли или в малой семье, он ответит вам всегда одно и тоже: «В большой семье беспример лучше робить» Но предложите крестьянину вопрос: «А где лучше жить — в большой семье или в маленькой?» И он вам тот час же ответит: "Не приведи бог никому жить в большой семье!»
И тут же в виде иллюстрации к своему ответу начнет рассказывать из своих личных опытов или из виденных им примеров своего соседа, как тяжело для каждого работника-семьянина жить в «большой семье», где ему приходится переносить несправедливости отца, часто благоволящего не по заслугам к одному сыну в ущерб другого, где ему приходится работать на такое число ртов, что у него самого буквально вырывают из рук каждый заработанный кусок хлеба, и много, много другого. А о жене своей он и не упоминает: редкая женщина, прожившая долго в «большой» семье, не страдает какими-нибудь женскими болезнями, происходящими прямо от надсады вследствие непосильного труда»

## История

### Распространенность в прошлом и проблемы сбора статистики
Вопрос о приоритете в прошлом конкретного типа семьи наукой еще не решен окончательно. Существует много локальных исследований, привязанных к определенному региону и хронологическому периоду. Кроме того, авторы использовали различную методику подсчета, что требовало соответствующей корректировки.
В результате пришли к следующему выводу: в губерниях, заселённых русскими, украинцами, белорусами и прибалтийскими народами в XVI — первой половине XIX в. значительная часть крестьян проживала в неразделённых семьях. При этом в губерниях, заселённых русскими, перевес в среднем был в сторону неразделённых семей, а в остальных перечисленных — в среднем в сторону малых. Однако и тут многое зависело от конкретного места. Например, в с. Вощажниково Ярославской губернии неразделённых семей было от 23 до 30 %.
Больше всего информации, из которой можно сделать вывод о распространенности тех или иных типов семьи, сохранилось от первой половины XIX века: к тому времени оформление документации значительно улучшилось, а переписи всё ещё проводились достаточно регулярно. Как ни странно, семья второй половины XIX - начала XX в. изучена значительно слабее из-за недостатка исторического материала: в это время общегосударственные периодические переписи не проводились почти четыре десятилетия, а частное помещичье хозяйство приходило в упадок, что влекло за собой уменьшение учетной документации. Первичные материалы первой всероссийской переписи 1897 г. согласно инструкции были уничтожены, а обобщенные результаты дают слишком большой простор для интерпретации. Аналогичная картина наблюдается применительно к материалам земских сельскохозяйственных переписей и сельскохозяйственной переписи 1915 года. В итоге исследования по структуре пореформенной семьи носят эпизодический характер, отталкиваясь от случайно сохранившихся документов. Однако существующие данные позволяют говорить об постепенном уменьшении доли сложных семей и росте числа семей малых. 

### В XIX веке

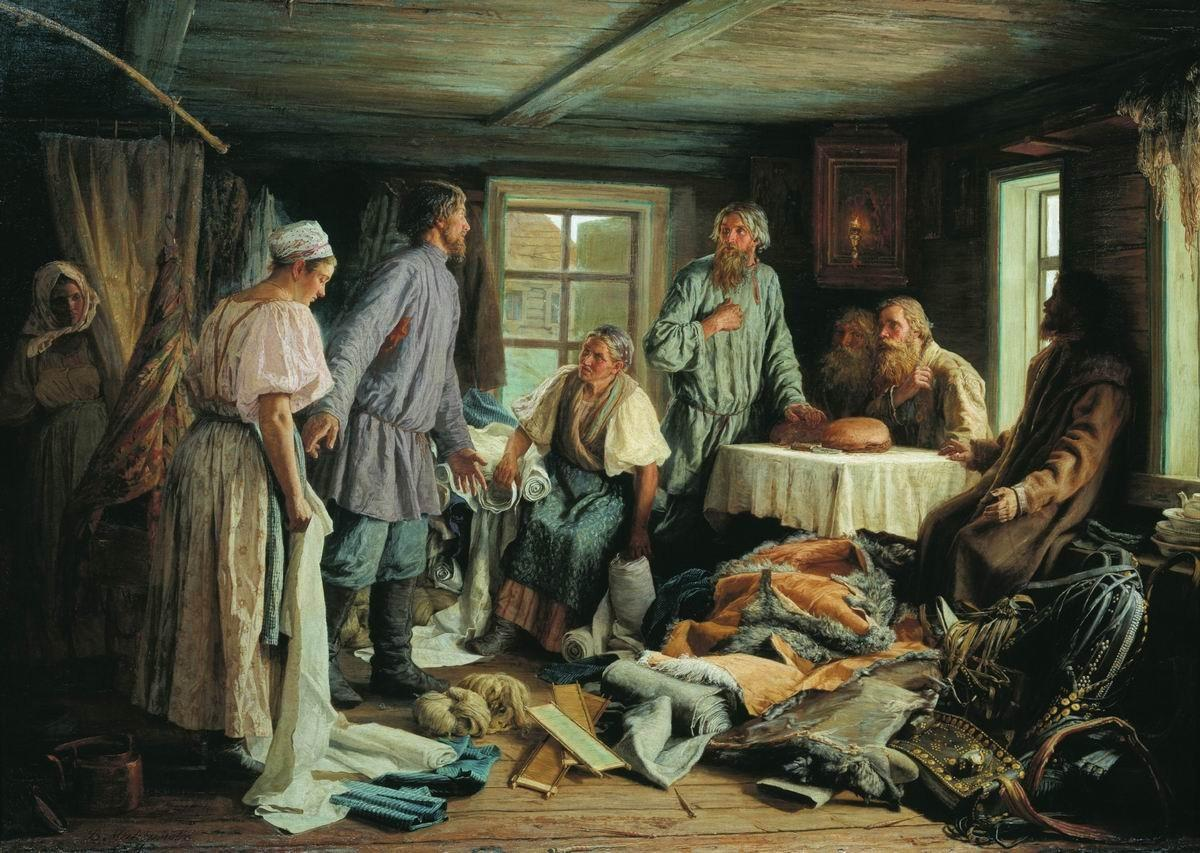
Максимов В. М. Семейный раздел. 1871 г.

В XIX веке в связи с развитием экономики и общественными реформами такая семья уже не отвечала требованиям времени. Натуральное хозяйство ушло в прошлое, и предметы, раньше производившиеся семьей, стали покупать. Развитие отхожих промыслов давало дополнительные возможности заработка. Изменившиеся условия жизни подтолкнули семью обращаться для получения дохода к разнообразным источникам, что привело к экономической дифференциации в пределах одной семьи и разрушению земледельческой семейной кооперации. Другой важной причиной стали Великие реформы, особенно отмена крепостного права: помещичий контроль над крестьянами принципиально уменьшился. Предоставление крестьянству юридической свободы неминуемо повлекло за собой увеличение экономической самостоятельности данного сословия.Так же рекрутчина с 1874 г. была заменена всеобщей воинской повинностью, которая в меньшей мере учитывала семейный статус призывника. Играл роль и психологический фактор. Авторитет большака падал, в том числе потому, что при всей своей земледельческой опытности он ничего не понимал по части промышленности и городской жизни, которые уже познали некоторые из его сыновей, занимавшиеся отходничеством. Субординация, при которой младшие безоговорочно подчинялись старшим, стала рушиться, причём женщины, которым пришлось терпеть больше всего, выступили передовыми бойцами в этой «борьбе за индивидуальность». Часто они становились инициаторами разделов: так при выяснении причин деления семей в Троицкой волости, Тюменского округа, Томской губернии оказалось, что 5 из 8 разделов произошло из-за раздоров в женской половине семьи. Мужчины-сыновья от женщин не отставали: «Сегодня женился, а завтра отделился», «ноне с сыновьями, особенно женатыми, не справишься ни крестом, ни пестом» (то есть ни уговорами, ни побоями) — характерные высказывания старшего поколения конца XIX в. говорят сами за себя.
Е. И. Якушкин в своём труде «Обычное право» писал:

неравномерность, с которою пользуются семейным имуществом отдельные группы неразделенной («большой») семьи; если у одного женатого сына нет или мало детей, а у другого их много, то часть денег, заработанных первым, идет на содержание семьи второго. Экономические интересы членов семьи служат главным побуждением к семейным разделам. Правда, в настоящее время член семьи удерживает нередко в свою пользу часть заработка, получаемого им при отхожем промысле. Кроме того, в некоторых местностях образовался обычай, ограничивающий власть отца. По обычаю этому отец может требовать от сына такую только часть денег, получаемых последним на отхожем промысле, какую тот мог бы заработать, оставаясь дома (например, при поступлении месячным работником к помещику). Но и этот обычай не уравнивает вполне экономических выгод отдельных членов семьи и не имеет задерживающего влияния на семейные разделы.

Помещики до отмены крепостного права особенно сильно задерживали процесс распада неразделённых семей: некоторые из них запрещали крестьянские разделы полностью или допускали в весьма редких случаях. Правда, «в нечернозёмной полосе, в губерниях с развитыми отхожими промыслами и значительным распространением оброчной системы» — то есть там, где для благосостояния помещика было не важно, большая у крестьянина семья или малая — влияние помещиков на разделы «было совершенно ничтожно».
После отмены крепостного права те из получивших личную свободу крестьян (временнообязанных), которые не имели до этого возможности делиться, получив такую возможность, начали активно это делать:

С 1861 г. начинаются усиленные семейные разделы у временно-обязанных крестьян. В начале шестидесятых годов число этих разделов в промышленных местностях было так велико, что, например, в Ярославской губернии можно было с первого взгляда отличить селения государственных крестьян от селений крестьян временно-обязанных по значительному числу новых изб и дворов в последних.

Великие реформы затронули и другие стороны российского общества, способствовавшие распаду неразделённых семей. Например, новая система комплектования армии, сменившая рекрутчину в 1874 году, предполагала возвращение отслуживших солдат в прежние семьи. Что, в свою очередь, способствовало распаду неразделённых семей, поскольку такие вернувшиеся запасники активнее выступали инициаторами разделов.
Общественные изменения давали крестьянину шанс вырваться из неразделённой семьи, и многие крестьяне стремились им воспользоваться, однако экономические условия были таковы, что это было нелегко: разделение ресурсов семьи нередко приводило к разорению.
Считая крестьянские семейные разделы вредными для благосостояния крестьян, а следовательно и для себя, государство их ограничивало. В частности закон 18 марта 1886 года разрешал семейный раздел только с согласия главы семьи и двух третей сельского схода ( поскольку всё хозяйственное имущество в неразделённой семье принадлежало «большаку», чтоб выйти из нее, получив долю имущества и земли, требовалось пройти определённую процедуру — осуществить «выдел»). Если раздел не удовлетворял условиям, он мог быть запрещён. Другой ограничивающей нормой было одно из правил рекрутской повинности:

«не давать изъятия от призыва ни брату, ни родственнику отданного в службу крестьянина, если после поступления сего последнего на службу семейство его разделилось законным порядком; с чем вместе все бывшие дотоле рекрутские заслуги семейства по общим правилам, уничтожаются и ни в какой расчет более не приемлются»

То есть после законного выдела прежние отданные в рекруты из этой семьи не учитывались, и из семьи, которая осталась после разделения, снова могли взять рекрута.
Там где экономические условия всё ещё требовали неразделённой семьи, такие семьи продолжали создаваться. Например, Богаевский сообщает, что в Сарапульском уезде в 1880-90 г. 

В то время как родные члены семьи стремятся зажить самостоятельным хозяйством, остающиеся лишаются работников, выносящих на своих плечах все, даже незначительное, благосостояние семьи, а потому волею неволею должны обращаться к искусственному составлению семьи, что достигается приемом к себе в дом небогатых крестьян частью в качестве детей, частью в качестве зятьев. Не редки случаи, когда в дом приходит целое семейство и поступает там «в дети», принося свое имущество.

В Западной Сибири многие переселенческие семьи не только не делились, но и наоборот, «близкие родственники, которые в России никогда не жили вместе, „по бедности сходились, общими усилиями ставили избы, заводили хозяйство“. Часто разделившиеся ещё на родине семьи снова соединялись, „общими силами устроиться“». Тем не менее дробление семей имело место и у переселенцев. Даже у них ежегодно путём разделов число дворов увеличивалось в различных регионах Сибири на 3,0-4,2 %. В то же время более многочисленные и зажиточные семьи сибирских старожилов активно делились, и по данным историка В. А. Зверева в среднем в Сибири семейные разделы у крестьян совершались даже чаще, чем в губерниях Европейской России.

## Члены неразделённой семьи
Традиции и особенности положения некоторых членов могли сильно различаться в зависимости от местности, однако общие принципы у тех, кто сам занимался сельским хозяйством (даже у казаков, у которых сельское хозяйство было вторым источником дохода) сохранялись.

### Большак и большуха

#### Большак
Большак (в некоторых местностях мог называться иначе) — старший в доме, в семье, глава семьи. Имел большую власть в семье, настолько, что, например, в некоторых местностях он мог женить и выдавать замуж своих сыновей и дочерей, не спрашивая их согласия: «сватовство совершалось по его воле, не только без согласия, но иногда и без ведома жениха и невесты». Он распределял работы в семье, ему принадлежало производственное имущество семьи, ему передавались все или часть денег, заработанных неотделённым сыном и так далее.

Хозяин обязан заведовать всем хозяйством; в особенности же на его попечении лежат полевые работы. Он следит за тем, чтобы они совершались вовремя и исправно; он раздает приказания; он получает доходы и хранит семейную казну.

##### «Временный большак»
Если «большак» умирал, а наследники откладывали раздел по тем или иным причинам, хозяйство временно становилось совместной собственностью под управлением старшего в семье (старший из братьев, дядя или мать-вдова). Этот «временный большак» уже не обладал всеми правами прежнего хозяина, хотя остальные члены семьи обязаны были ему подчиняться, как младшие — старшему, до тех пор, пока не смогут выделиться в собственное хозяйство. В таком состоянии (в литературе эти структуры называют «братскими семьями») семья могла пребывать довольно длительный срок.

#### Большуха

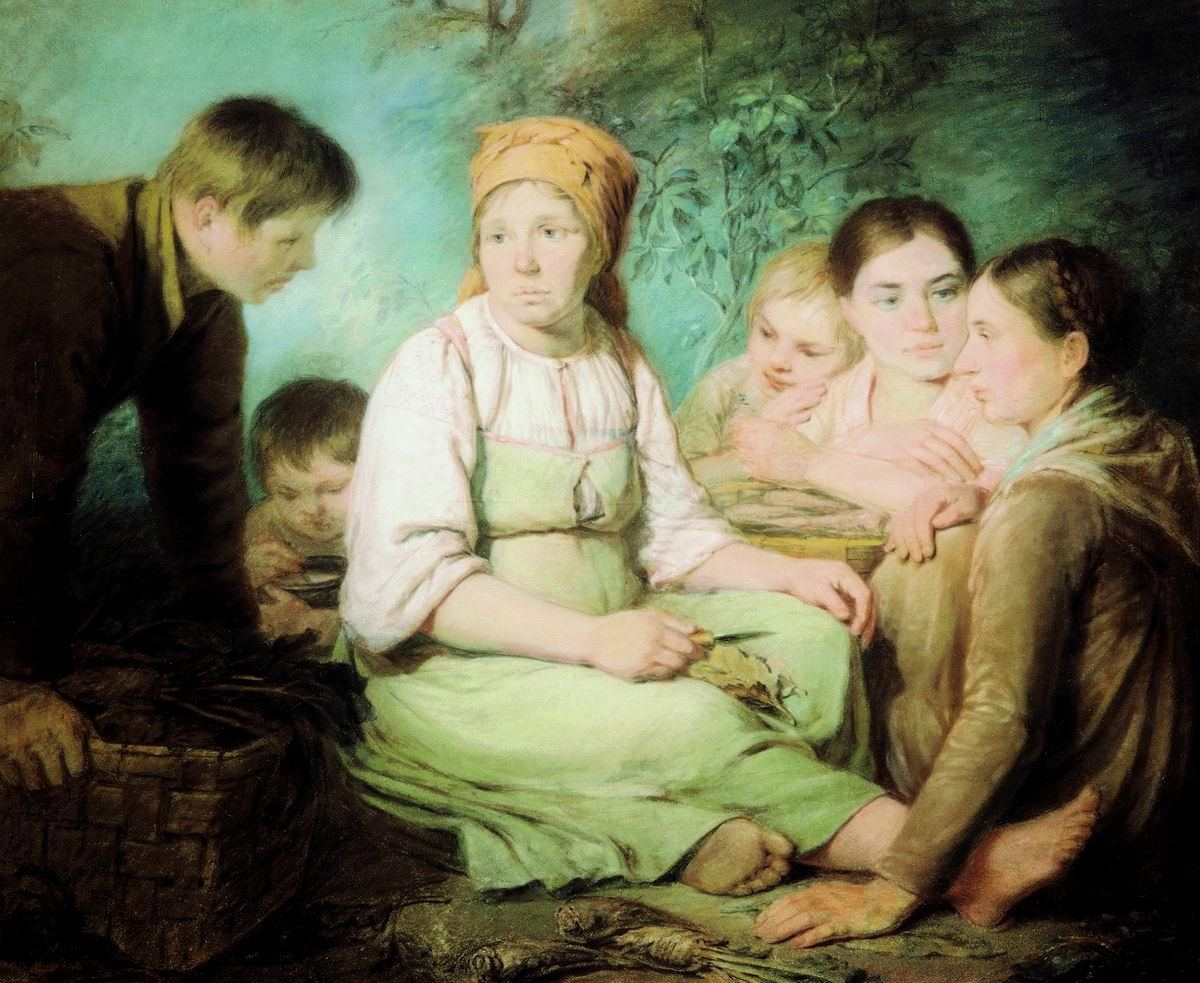
Венецианов А. Г. Очищение свеклы. 1822 г.

Большуха (в некоторых местностях могла называться иначе) — старшая женщина в доме, хозяйка. Этим словом могли называться женщины с разными функциями: 

##### «Большуха» при «большаке»
1. «Большуха» при «большаке» (это самый распространённый вариант). Как правило, жена большака. Впрочем, большухой могла быть и его вдовая мать. Заправляла всем в доме, выделяла продукты для повседневного и праздничного стола. Ей помогала старшая сноха или все снохи по очереди. Принимала участие в семейном совете.

Старшая из женщин берет на свое попечение домашний обиход, и в это дело ее хозяин мало вмешивается. Она распределяет между снохами работу, определяет какую пищу варить, раздает шерсть для пряжи (последнее — вместе с хозяином); она же распределяет очередь между снохами для отправления обязанности стряпухи. В «большой» семье бывает либо «недельная стряпуха», либо ежедневная, либо полугодичная.

##### «Большуха» как самостоятельный глава семьи
2. Большуха как самостоятельный глава семьи, выполняющая все руководящие функции большака - такая женщина была вдовой большака и матерью не выделившихся в отдельное хозяйство сыновей. (Это редкий, но иногда встречающийся вариант «большухи»). Такая большуха имела решающий голос при выделе сыновей из семьи: она, как и отец, могла «отделять» детей, «позволять» им разделиться, «награждать» их долей общего имущества. Утверждение таких разделов общинными сходами основывалось на «позволении» матери. Она так же могла сохранить пожизненное главенство над хозяйством.

##### Главой семьи могла быть и не вдова «большака»
3. В исключительных случаях главой семьи могла быть и не вдова большака (и даже незамужняя женщина). Так, этнограф Богаевский П. М. сообщал, что 

 Женщина, хотя, если она ведет порядок хорошо, и может быть самостоятельной большухой, но редко бывает таковой при взрослых мужчинах, членах семьи.
Как на очень редкое исключение мне указывали на случай в д. Кварзе, «где девушка, отцова сестра, всем делом правит».

### Сын
Сын. По сравнению с большаком прав у него было мало. Например, он должен был отдавать ему все или часть заработанных денег. А самовольный уход сына из неразделённой семьи мог повлечь за собой жалобу в волостной суд, становившийся на сторону родителей; к непослушному сыну могли применяться санкции — в виде увещевания, телесного наказания, а чаще — в виде дополнительных платежей (платить определённое время половину податей отца, уплачивать за него часть оброка, выплатить отцовский долг и т. д.). 
Если сын упорствовал в таком самовольном «отходе», он не получал долю семейных земли и имущества — при жизни отца, а иногда (хотя и не всегда) и после его смерти.

Исключение могло составлять желание сына заняться промыслом — тогда отец был обязан «выправить» ему паспорт; также все авторы подчеркивают в качестве легализующего отход факта доказанное в суде снохачество большака - в этом случае сын имел право на выдел независимо от воли большака. И это было редкими исключениями, поскольку согласно обычаю за родителями признавалось право требовать, чтобы сыновья, даже взрослые, жили вместе с ними и не покидали дом без их согласия.

### Дочь
Дочери, жившие в доме родителей, могли быть незамужними или замужними (водворками или вдовами).

#### Водворка

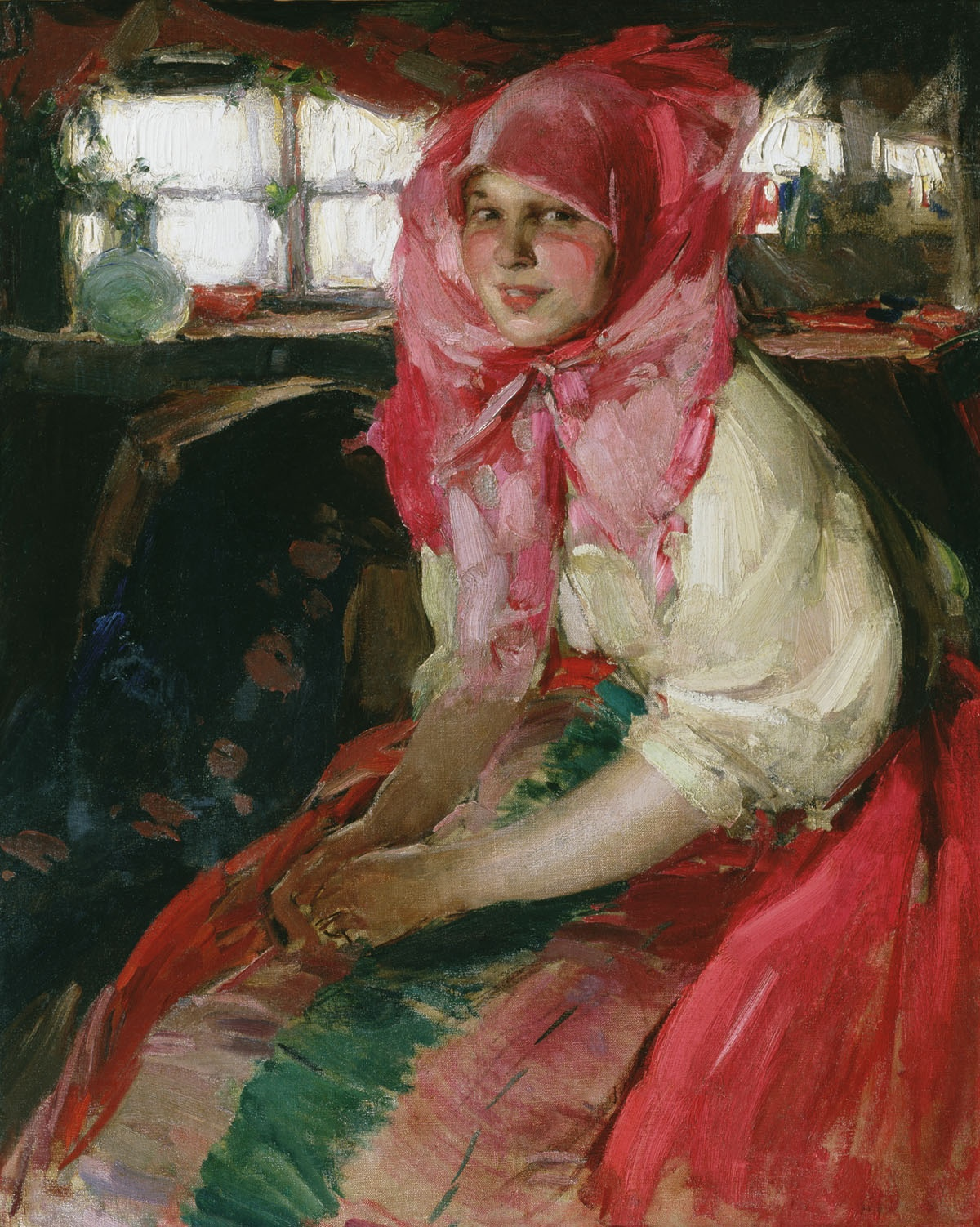
Архипов А. Е. Баба. 1910-е

Водворка — «водворённая», то есть та, за которую «во двор» (в дом) был принят зять (в некоторых местностях могла называться иначе) — дочь, оставшаяся жить в доме родителей после замужества, поскольку её муж — зять-приёмыш (влазень) остался жить в доме родителей жены, а не своих. Возможно, была наделена самыми большими правами среди женщин своего поколения (имеется в виду поколение в семье), поскольку не только не ушла из дома, но даже привела в дом дополнительную рабочую силу в виде своего мужа (зятя-приёмыша). (А, как известно, чем больше рабочих рук, тем крестьянский двор благополучней). Так, например, по наблюдению этнографа М. Н. Харузина, хотя в некоторых местах казаки отдавали предпочтение сыновьям, поскольку «Дочерь кормить для людей, а сына кормить для себя»

в иных местах (например, во многих верховых станицах) казаки прямо заявляли, что сынам они никакого предпочтения не отдают, ибо девушка тоже приносит пользу: за нее можно взять во двор зятя.

В отличие от невесток, перешедших в чужую семью, водворка живёт под защитой своей семьи и меньше рискует подвергнуться грубому обращению. Наоборот, её муж рискует подвергнуться ему больше:

Что касается до жалоб мужей на грубое или жестокое обращение с ними жен, то подобное явление встречается так редко, что составляет полное исключение: если это и бывает, то лишь в том случае, когда муж принят в дом тестя, и тогда действительно роль жены гораздо выше и самостоятельнее, чем тогда, когда она сама находится в доме мужа или свекра.

#### Незамужняя дочь
Подросшая дочь-невеста обычно составляет предмет особых забот матери

«она больше высиживает дома», работая на себя (конечно, если есть кому заменить ее). При гостях ее выдвигают на видное место, чтобы на нее обращали внимание. Мать заботится о ее внешней красоте, причем «не брезгует ни белилами, ни румянами», а также старается предохранить ее от загара.

Как правило, незамужняя дочь рано или поздно выходила замуж в другую семью: по экономическим причинам крестьянской женщине сложно было благополучно прожить без семьи. Однако крестьянами осознавалось, что жить в невестках зачастую не лучшая доля. Перед свадьбой невесты оплакивали свою свободу.

Положение женщины в чужой семье, в которую она попадает через замужество, в народном представлении и в живой действительности почти всегда хуже, чем в родительском доме. Тоска и плач девушки при ее расставании со своею семьею и переходе в чужую семью представляется поэтому делом вполне понятным.

Несмотря на то, что брак считался делом необходимым всем, «универсальным», иногда крестьяне (старообрядцы) по религиозным соображениям поддерживали дочь в решении не выходить замуж. Причём во времена крепостного права некоторые такие крестьяне, не имея возможности выкупиться самим, готовы были платить большие деньги за вольную для дочери, лишь бы оградить её от замужества.
Были местности, где выходили замуж очень рано, чтоб не «засидеться в девках». В других местах было принято выходить замуж позже. Так, в селении Лямица Онежского уезда было принято выходить замуж от 20 до 25 лет. На предложение выдавать дочерей, когда им исполнится 16 или 17 лет (что в те времена было принято считать более предпочтительным по религиозно-моральным соображениям), жители Лямицы отвечали: «корми да воспитывай свою дочь, да ничего не бывало поскорее и отдавай её в работницы чужому человеку, а родителям-то своим она когда заработает за воспитание? Нет, эдак нам не надо».
|  |  |  |  |

Старинный костюм крестьянки Олонецкой губернии. Головной убор (кокошник) с местным жемчугом. Этот жемчуг добывался самими крестьянами. Фото С. М. Прокудина-Горского
Аргумент, что девушку не выдают замуж, потому что она нужна в родительском хозяйстве, в то время использовался крестьянами как в тех случаях, когда это было правдой, так и в тех случаях, когда нужна была отговорка. Например, крепостные, которые были отцами дочерей, решивших не выходить замуж, отговаривались точно так же. Не ясно, какой из этих мотивов руководил родителями из Лямицы — необходимость подольше сохранить в доме работницу или мнение, что 20-25 лет — возраст, более подходящий для замужества, но, так или иначе, это ограждало их дочерей от ранних браков.
Зажиточные родители тоже нередко не спешили выдавать дочерей замуж: «Пускай, мол, ещё погуляет, а наработаться-то ещё успеет».

Стремление девушки к сексуальной свободе могло жестоко караться. Девственность считалась особым природным «даром», который давался каждой, и бедной, и богатой, и важно было этот дар сохранить, а не поддаваться чувствам и привязанностям. Однако многое зависело от местности. Так, в центральных губерниях для венчания девушки, не сумевшей сохранить девственность, иногда достаточно было прочитать особую «молитву девке-родильнице». Подчас к добрачным интимным связям толкала боязнь бесплодного брака: в Западносибирском регионе такое добрачное сожительство жениха и невесты именно поэтому не осуждалось деревенским миром. А в уже упомянутом селении Лямица родители не только не преследовали свою забеременевшую незамужнюю дочь, но и защищали её перед пытающимися осудить моралистами, указывая им, что в их местности подобные случаи не осуждаются.
Так же терпимость к добрачным связям девушки зависела от экономического положения ее родителей: в зажиточных семьях на сохранность «девства» могли смотреть сквозь пальцы: с богатой девушкой все хотели породниться, следовательно, проблем с будущем мужем все равно не предвиделось.

В исключительных случаях девушка (очевидно, уже не юная) могла стать самостоятельной большухой (главой семьи). Так, этнограф Богаевский П. М. сообщал о случае в Сарапульском уезде, когда незамужняя девушка («отцова сестра») выполняла роль самостоятельной большухи – в семье «всем делом правила».

#### Дочь-вдова

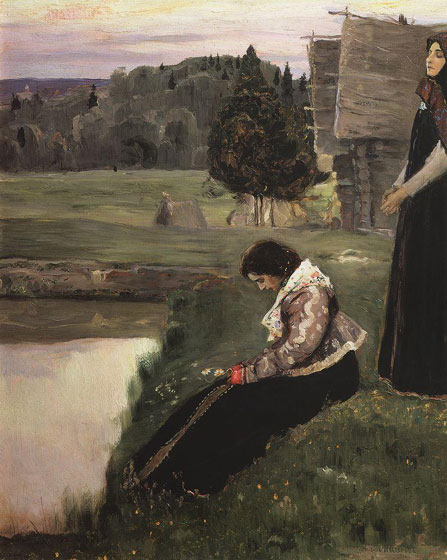
Нестеров М. В. Думы. 1900 г.

В Области Войска Донского дочь-вдова, «водворённая» или «водворка», то есть за которую во двор был принят зять, считается «старше» сестёр-девушек и снох и больше почитается, ибо «у ней с братами равная часть».
Дочь-вдова, выданная на сторону, но по смерти мужа вновь возвратившаяся в семью, там же, наоборот, становится «младше» снох, её положение бывает нередко тягостно, ей приходится унижаться перед жёнами братьев. Очевидно потому, что её вклад в благосостояние семьи был меньше, чем у остальных — ведь до смерти мужа она жила и трудилась в другой семье. Вероятно, особенно плохим отношение было, если родители такой дочери уже умерли, либо передали «властные полномочия» младшему поколению.

### Сноха (невестка)

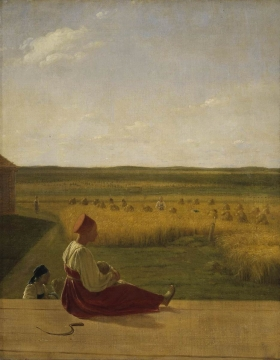
Венецианов А. Г. На жатве. Лето. 1820 г.

Сноха (невестка) — возможно, самое бесправное в неразделённой семье существо, поскольку она вынуждена жить в чужой семье — то есть в неразделённой семье мужа.

Одинокая личность мужа не в состоянии наложить гнета на женщину, и ему она может угодить скорее, притом же и самих работ является меньше; в большой же семье родители мужа заваливают невестку непосильными работами, взыскивают с нее не в меру, особенно если она не совсем приглянулась им, тогда они даже отказывают ей в необходимом.

О тяжёлой судьбе снох сложено множество пословиц: «Свёкор журлив и драчлив, свекровь журлива и ворчлива, золовка-смутьянка, деверь — пересмешник». В Волынской губернии бытовала очень характерная поговорка: «А хто води принесе? Невістка. А кого б’ють? Невістку. А за що б’ють? За то, що невістка» (перевод: «А кто воды принесёт? Невестка. А кого бьют? Невестку. А за что бьют? За то, что невестка») и др.
Несмотря на то, что сноха была довольно бесправным существом, её личное имущество обычно было неприкосновенно:

Каждая из сношельниц [одно из названий невестки в Области Войска Донского] имеет и свое имущество, состоящее из «сундука» и пр. Имущество это неприкосновенно для остальных. В минуты крайней нужды старший обращается к снохе с просьбой: «Дай, — мол, — Ивановна, нам на наши нужды, как оправимся, отдадим тебе опять: лучше у тебя взять, чем по чужим людям ходить кланяться». Взятое таким образом взаймы должно быть возвращено, иначе сноха получает право жаловаться в станичный суд. Скот, который снохи принесли с собой в виде «караванного» или приданого, числится за ними, а приплод его идет в семью.

#### Старшая сноха (невестка)
Старшая сноха (невестка) — обычно жена старшего сына. Её положение лучше, чем у других невесток.

Сама старшая сноха освобождается от некоторых работ [обычно выполняемых невестками], особенно если в семье много женщин. Например, если она значительно старше других сношельниц или если у ней есть дочь, то она уже не исполняет обязанности стряпухи.

Старшая сноха раздаёт указания младшим снохам.

#### Младшая сноха (невестка)
Младшая сноха (невестка). Соответственно, у младших снох было меньше прав. Обычно младшие снохи — жены младших сыновей.

### Зять-приёмыш (влазень)
Зять-приёмыш (Влазень) — про него есть отдельная статья. В целом, как человек, пришедший в семью со стороны, испытывал те же трудности, что и невестка, но в меньшей степени. Положение зятя характеризуется в следующих поговорках: «Зятнина шуба всегда под лавкой», «Большое место зятя в углу, где рогачи ставят». Увидав собаку без хвоста, говорят: «Должно быть, в зятьях была, что хвост сбыла».

### Семейный совет
Важные дела решались на семейном совете. Он в разных местностях проходил по-разному. В некоторых: 

Семейный совет состоял из взрослых мужчин семьи, но большуха принимала в нем участие
В других местах

Особого возраста не требуется для участия в нем: недоросли могут говорить рядом со взрослыми, женщины — наряду с мужчинами; мнение всякого уважается, коли оно разумно.